# Harriet Smithson
Henrietta Constance Smithson dite Harriet Smithson est une actrice anglo-irlandaise, née le 18 mars 1800 à Ennis, dans le comté de Clare, et morte le 3 mars 1854 à Paris. Elle est connue surtout pour avoir été la muse et première épouse d'Hector Berlioz à qui elle a inspiré la Symphonie fantastique. Pourtant, sa carrière fulgurante et éphémère eut d’abord un impact profond sur le théâtre français au début du XIXème siècle.

## Biographie
Elle est née Henrietta Constance Smithson à Ennis, en Irlande ;  son père, William Joseph Smithson, Anglais du Gloucestershire au  sud-ouest de l’Angleterre, est acteur-directeur de théâtres,. Sa mère est actrice. Son frère aîné, Joseph, deviendra aussi directeur de théâtre ; Ann, sa plus jeune sœur, souffre d’une infirmité physique. D’abord élevée à Ennis par le Révérend James Barrett, prêtre de l’Église d’Irlande, à la mort de celui-ci en 1809, elle est confiée à une institution à Waterford.

### Début de carrière
En 1814, son père étant malade, pour subvenir aux besoins de la famille, elle obtient un engagement au Théâtre Royal de Dublin (appelé aussi Crow Street Theatre) et, le 27 mai 1814, fait une première apparition remarquée. Le Freeman's Journal écrit: « Elle est certainement une jeune actrice très intéressante et prometteuse ». À Dublin, Belfast, Cork et Limerick, elle joue de nombreux personnages principaux de la tragédie et la comédie ; l’été, elle fait la saison à Dublin. En 1817, elle débute avec succès en Angleterre, au théâtre de Birmingham.

Le 20 janvier 1818, elle joue au Drury-Lane, alors en difficulté financière1. The Theatrical Inquisitor écrit : « Une jeune femme du nom de Smithson, du théâtre de Dublin, fait sa première apparition à Londres, dans le rôle de Letitia Hardy |…] sa belle figure et ses mouvements gracieux y ont été mis en valeur. ». Elle gagne rapidement la faveur du public.
« Miss Smithson, hier soir, a fait une impression si puissante [...] sa voix est délicieusement susceptible de ces tons tremblants et palpitants qui donnent un charme irrésistible et qui ont un effet infaillible.» Morning Herald, dans Le Point de vue d’Harriet, Catherine Choupin, p.18
Elle attire l’attention, ses succès accroissent sa réputation,,. On vend des reproductions de son portrait dessiné par Rose Emma Drummond.
Puis elle joue au Royal Coburg Theatre (qui deviendra le Royal Victoria Theatre ou Old Vic), Le 7 novembre 1820, elle revient au théâtre de Drury-Lane où elle joue une diversité de pièces, bonnes et mauvaises, et rencontre toujours un succès sans équivoque. Elle apprend du jeu des autres acteurs et des danseurs et garde un souvenir émerveillé du passage de Madame Saqui. Les mois d’été, elle joue à Liverpool, Manchester, Dublin, Cheltenham, Buxton tous lieux où elle acquiert une grande popularité. En 1821, elle fait une saison à Amsterdam, dans Hamlet et Othello.
En 1823, une correspondance se noue « entre le pétitionnaire Joseph Smithson (alors acteur au Théâtre Royal de Drury Lane), l’ambassadeur d'Angleterre à Paris et les autorités françaises » afin d’installer une troupe anglaise à Paris. « L'autorisation fut refusée pour Paris, et Joseph Smithson se contenta d'une scène plus modeste et peut-être plus fructueuse. En 1824, il dirigeait en effet le théâtre de Boulogne-sur-Mer». Harriet y rejoint son frère Joseph et reçoit beaucoup d’applaudissements ; une soirée à son bénéfice y est donnée le 9 octobre 1824,. C’est là que William Oxberry rédige la première biographie d’Harriet, qui ne sera publiée qu’en 1825, après la mort de son auteur. Puis elle retourne jouer à Drury Lane.

### Succès à Paris
En 1827, une troupe de comédiens anglais est autorisée à Paris. Les acteurs viennent de différents théâtres. Drury Lane propose M. Burch, Mme Smithson mère et Mlle Harriet-Constance Smithson. Dès la première représentation donnée le 6 septembre à l’Odéon, Harriet Smithson est fort remarquée :
« Mlle Smithson a gagné tous les cœurs français » mais aussi « Miss Smithson, jeune première, est une belle personne avec de beaux yeux, une physionomie expressive, […] qui donne à son anglais autant de douceur que pourrait en avoir le toscan dans la bouche d'une Vénitienne » ou encore « [Hors Abbott et Power], le reste de la troupe est médiocre, si l’on en excepte Mlle Smithson ».
Ses compatriotes à Paris en faisaient peu de cas avant qu’elle n’acquière la grande célébrité.
« Les critiques anglais lui reprochaient son accent irlandais» mais l’accent irlandais d’Harriet Smithson n’est pas perçu de la même manière à Londres et à Paris : « petites préventions de quelques-uns de ses compatriotes, préventions aujourd’hui détruites dans tous les esprits éclairés.» « Il est probable aussi que des intrigues de coulisse l'empêchaient de se montrer dans les grands rôles et d'acquérir ainsi la vogue que son talent aurait dû lui valoir à Londres. »
Le 11 septembre 1827, Kemble se joint à la troupe pour sept représentations et commence par Hamlet au lieu de Romeo and Juliet du fait de l’absence de la comédienne qui devait tenir le rôle de Juliet. Harriet Smithson se voit proposer le rôle d’Ophélia, rôle qu’elle a quelque peu oublié ; elle tente de convaincre d’autres actrices de prendre sa place, en vain.
« Après les répétitions, je m’enfermai dans ma chambre et j’examinai mon rôle pendant deux jours entiers, à la recherche d’une interprétation personnelle. […] Quand le mardi 11 septembre 1827 arriva, je n’étais plus Harriet, j’étais Ophélie ». Le Point de vue d’Harriet, Catherine Choupin, p. 23
Alors que le rôle est secondaire dans la pièce de Shakespeare, les journaux sont particulièrement élogieux. Ainsi : 
« une Ophélia aussi belle que touchante. Elle pleure et elle fait pleurer. Le son de sa voix, sa pantomime, l’expression de sa figure, tout, chez elle, est parfaitement d’accord »  et « Mlle Smithson [a développé] une sensibilité profonde »
Au moment où émerge le courant romantique en France, Paris découvre enfin Shakespeare, le vrai Shakespeare, ainsi que la manière de jouer dans les théâtres anglais. La performance d’Harriet Smithson marque les esprits : « Elle prend des postures fantastiques, elle a des inflexions de voix mourante, sans cesser d’être naturelle, qui produisent un grand effet » selon le témoignage d’Etienne-Jean Delescluze, peintre et critique d’art.Tous les représentants du courant romantique assistent à cette première, Berlioz aussi et il découvre simultanément Shakespeare, Ophélie et Harriet Smithson.
Dès lors, Harriet Smithson est de toutes les pièces que joue Kemble, même Romeo and Juliet et si le public ne vient pas que pour Harriet Smithson, il vient beaucoup pour elle : « Depuis que miss Smithson joue à l’Odéon, tout le quartier St-Germain comprend ces mots anglais : I love you ! ». Après les douze premières représentations à l’Odéon, les suivantes sont autorisées pour la salle Favart, jusqu’au 10 décembre, date prévue de la dernière représentation de la troupe anglaise. Le public préfère les drames de Shakespeare aux autres auteurs anglais, même si le rôle de Jane dans Jane Shore, tragédie médiocre de Nicolas Rowe, est un succès personnel pour Harriet Smithson. Dès novembre, il est possible de trouver à la vente des lithographies de son portrait dessiné par M. Francis.
La faveur dont bénéficie la troupe permet d’obtenir une nouvelle autorisation pour huit représentations jusqu’au 25 février 1828 et deux représentations au bénéfice donné en l’honneur d’acteurs français, l’une le 14 janvier à l’Académie Royale de Musique, l’autre le 25 janvier au Théâtre Français. « Après le départ de Terry le 8 janvier, la troupe ne possédait plus que miss Smithson pour attirer les spectateurs ». Par autorisation spéciale, une représentation extraordinaire est donnée le 3 mars au bénéfice d’Harriett Smithson devenue l’idole des Parisiens qui ont pour elle « une affectueuse admiration ». Par courrier du 1er mars de l’aide de camp du roi chargé du département des Beaux arts, Mlle Mars et les artistes du Théâtre Français, qui la tiennent en estime, sont autorisés à participer. En présence du Duc d’Orléans et de sa famille, ce fut un triomphe pour Harriet Smithson.
L’engouement pour le théâtre anglais est tel qu’un livre est édité avant fin 1827 : Souvenirs du théâtre anglais à Paris. Harriet Smithson y figure en bonne place. Contrairement au public anglais, celui de Paris préfère Harriet Smithson dans la tragédie : « Il n’y a point un spectateur qui ne se laisserait émouvoir par son jeu plein de noblesse et de sensibilité, si cette charmante actrice remplissait les premiers rôles de la tragédie. », « Quel que soit le mérite des actrices anglaises qui doivent lui succéder en France, il n'effacera pas le souvenir des émotions qu'elle nous a fait éprouver dans Hamlet, Othello, Roméo et Juliette, Jane Shore et Venise sauvée. »
À la nouvelle saison qui dure jusqu’au 25 juillet 1828, Harriet Smithson joue avec des acteurs anglais des plus réputés : « sans les talents vraiment étonnants de Miss Smithson, de Charles Kemble, de Macready et de Kean, le théâtre Anglais n'aurait pas eu six semaines d’existence à Paris ». Le règlement des théâtres à Paris s’oppose toujours à ce que les acteurs réapparaissent après la chute du rideau mais le 25 juillet, bravant les interdits, Abbott reparaît donnant la main à miss Smithson « dont la vue a excité les plus vifs applaudissements ».
La saison théâtrale terminée à Paris, la troupe anglaise donne avec succès une série de représentations à Rouen et Le Havre. Au Havre, Charles Kemble vient offrir à miss Smithson un engagement considérable pour le Covent Garden, mais elle refuse pour rester encore un an à Paris qui lui a octroyé la grande célébrité. En septembre, deux représentations sont données avec Kemble à Paris, avant le départ de la troupe pour le 6 novembre à Bordeaux puis pour la Belgique. Le public et les journaux sont partout unanimes et enthousiastes à l’égard d’Harriet Smithson.
Début 1829, après une représentation de bienfaisance à Paris, elle part pour Amsterdam. Après quelques soucis de santé, elle joue à partir du 11 mai au Covent Garden, puis dans plusieurs grandes villes (Dublin, Edimbourg, Glasgow, …). Fin juillet, elle est annoncée à Paris pour huit représentations ; mais ses engagements l’en empêchent, ce qui condamne pour partie le Théâtre Anglais auprès du public parisien. Début février 1830, elle joue à Belfast avec grand succès.
En mars 1830, elle est engagée « à grands frais » par le Théâtre royal de l’Opéra Comique, pour des rôles muets et pour un rôle sur mesure en anglais. Depuis quelque temps, ce théâtre est boudé par le public ; elle ne chante pas mais sa présence assure de bonnes recettes, surtout après le 16 mai quand elle et sa sœur font l’objet d’une tentative d’enlèvement qui retarde son entrée en scène. Mais début juillet, le directeur de l’Opéra Comique fait banqueroute, il part avec la caisse du théâtre sans avoir rémunéré l’actrice. À partir du 11 septembre, ce jour-là en présence du nouveau roi Louis Philippe et de sa famille, elle est autorisée à quelques représentations, toujours à l’Opéra Comique.
Le 19 octobre 1830, elle sollicite une représentation à son bénéfice, en compensation des pertes qu’elle a subies d’un établissement placé sous la responsabilité du Roi; La représentation, autorisée le 30 octobre, a lieu au Théâtre de l’Opéra le 5 décembre 1830.
En 1831 et début 1832, elle joue en Angleterre mais n’a pas le succès qu’elle avait en France. Mlle Mars, venue jouer à Covent Garden, l’incite à solliciter une autorisation pour recréer une troupe anglaise à Paris. Elle obtient le droit de jouer salle Favart. La première représentation a lieu le 21 novembre 1832, mais, à l’exception d’Harriet Smithson, la troupe est jugée médiocre ; de meilleurs acteurs dont Macready sont annoncés et le prix des places est baissé au même niveau que celui du Théâtre Français ; le public, curieux au début, boude. Fin décembre, on lui retire le droit de jouer salle Favart et début janvier 1833 la troupe se replie à la petite salle Chantereine, les autres théâtres refusant de l’accueillir. Mais début mars, elle se casse une jambe et ne peut plus jouer,. Pour l’aider, Mlle Mars organise le 2 avril une représentation à son bénéfice au Théâtre Italien.
Les changements de goût et le désir du public de voir jouer des pièces en français achèvent sa carrière qui n’aura duré que vingt ans mais qui fut triomphale à Paris. « Sa jeunesse, sa fraîcheur, sa beauté, son élégance native entrèrent pour une part considérable dans la faveur qu’elle s'acquit ; mais cela ne saurait suffire à expliquer les éloges enthousiastes et le titre de grande tragédienne que les journaux lui avaient prodigués à l’envi ».

### Sa vie après la célébrité
Le 9 décembre 1832, Berlioz donne un concert de la Symphonie fantastique suivie de Lélio. Harriet Smithson, consciente de son rôle d’inspiratrice, lui écrit une lettre de félicitations. Elle le reçoit le 14 décembre. Le 3 octobre 1833, ils se marient à l’hôtel de Charost, ambassade d’Angleterre ; Franz Liszt est un des témoins. Un fils, Louis, naît le 14 août 1834.
Le 24 novembre 1833, toujours pour payer ses dettes, elle joue au Théâtre Italien un extrait du quatrième acte d’Hamlet, dans une représentation avec concert organisée par Berlioz. « On eut la preuve, ce soir-là, que la vogue de Constance Harriet-Smithson était passée. » « Sa carrière théâtrale touche ici à sa fin ». Elle apparaît encore à quelques rares occasions, lors de représentations privées.
Son mariage est un échec, Berlioz a une liaison avec la cantatrice Marie Recio et le couple se sépare en septembre 1842.
Elle meurt le 3 mars 1854 et est enterrée au cimetière Saint-Vincent à Montmartre. Puis, en 1864, au moment des transformations du cimetière Saint Vincent, ses restes sont transférés au cimetière Montmartre dans la tombe où, depuis 1862, repose Marie Recio qui était devenue la seconde épouse de Berlioz. Lui y sera enterré en 1869.

## Harriet Smithson et Berlioz
« Pourquoi me serais-je intéressée à cet enfant dont les réactions outrées étaient plus de nature à m’effrayer qu’à me plaire, bien qu’elles témoignassent d’une admiration éperdue pour mon art et pour Shakespeare » Le Point de vue d’Harriet, Catherine Choupin, p.37
Le 11 septembre 1827, Berlioz assiste à Paris à la première représentation d’Hamlet de Shakespeare où Harriet Smithson joue le rôle d’Ophélie. À la fin du spectacle, il est épris d'Harriet, en proie à une passion qui ne se démentira pas durant les cinq années suivantes.
Échouant à la séduire par ses lettres, il conçoit le projet de la conquérir par sa musique. Dès le 28 juin 1828, il envisage de mettre en opéra une tragédie anglaise, Virginius de Knowles. Le 5 décembre 1830 a lieu la première de la Symphonie fantastique, expression d’un récit autobiographique (ce que, plus tard, Berlioz tentera de nier) sur une mélodie lancinante à l’image obsédante de celle qu’il aime. Composée en 1831, Lélio ou le Retour à la Vie est la suite de la Symphonie fantastique, toujours  inspirée de la passion non partagée de Berlioz.
Ernest Legouvé, devenu ami et confident de Berlioz en 1832, écrira dans Soixante ans de souvenirs : « Il était éperdument épris de la célèbre artiste » Berlioz est une « créature pathétique, excessive, ingénue, violente, insensée, sensible et avant tout sincère. »

Le 9 décembre 1832, il donne un concert de la Symphonie fantastique suivie de Lélio. Dans la salle, un public qui sait et Harriet Smithson qui comprend à qui Berlioz s’adresse ; Heinrich Heine qui est présent écrira :
« Berlioz, à la chevelure ébouriffée, jouait les timbales tout en regardant l’actrice d'un visage obsédé et chaque fois que leurs yeux se rencontraient, il frappait encore d'une plus grande vigueur.»
Consciente de son rôle d’inspiratrice dans la composition, elle écrit une lettre de félicitations au compositeur et le reçoit le 14 décembre, soit après cinq années de passion pour Berlioz.
 « D’abord, il ne connaissait que quelques mots d’anglais, et miss Smithson savait encore moins de français, ce qui jetait un peu de décousu dans leurs dialogues ». Ernest Legouvé
Berlioz supplie pour l’épouser, tente même de s’empoisonner devant elle.Elle finit par répondre aux sollicitations renouvelées du compositeur en octobre 1833. Le mariage a lieu le 3 septembre 1833 à l’ambassade d’Angleterre, Hôtel de Charost. Le couple élit domicile à Montmartre. Louis Berlioz, leur fils unique, naît le 14 août 1834. Les hivers trop rigoureux leur font regagner Paris où ils emménagent rue de Londres.
Il semble que ce soit elle qui imprime « un cachet de diabolique originalité » aux articles de critique musicale que Berlioz publie dans le Journal des Débats [i].

Mais son ami et confident Ernest Legouvé écrit : « on conçoit qu’une telle nature devait difficilement se plier à la régularité du ménage et à la fidélité conjugale. Aussi son mariage avec miss Smithson fut-il semblable à la symphonie pastorale, débutant comme la plus pure matinée de printemps et finissant par le plus effroyable orage». Il dit aussi que Berlioz, entre l’exécution de ses œuvres et la rédaction de sa critique musicale, « trouve des occasions de faillir qui auraient troublé de plus fortes têtes ». Il ajoute :
 « Le chagrin et la jalousie [et la boisson] précipitèrent sur elle les ravages du temps, usée avant l’âge, obèse, malade. » 
Mais la mésentente s'installe peu à peu. Berlioz entame une liaison avec la cantatrice Marie Recio (qu'il épousera à la mort d'Harriet en 1854) et le couple se sépare en septembre 1842.
Le divorce n'est pas autorisé en France en 1816 et la séparation maintient les obligations entre époux. Berlioz est un homme loyal et continue à subvenir aux besoins de son épouse jusqu'à son décès, tout en entretenant sa nouvelle compagne. Une amitié s’installe peu à peu entre Berlioz et Harriet Smithson.
Devenue impotente, elle meurt le 3 mars 1854.

## Influence d’Harriett Smithson sur le théâtre français
«L’établissement du théâtre anglais à Paris est un des événements de l’époque, un de ces événements dont les résultats seuls peuvent faire apprécier toute l’importance. » JG. Nodier, Mercure du XIXe siècle, n° 19

### Jeu d’acteur
Dès les débuts, miss Constance Harriet Smithson marque par son jeu, avec Hamlet représenté le 11 septembre 1827,
 « Miss Smithson nous a montré dans Ophelia une véritable folle ; malgré les efforts de nos comédiennes et peut-être par la faute de nos auteurs, nous n’en avions pas vu encore. Il faut voir miss Smithson». « Miss Smithson restera donc longtemps comme un modèle »
Les acteurs et actrices viennent étudier son jeu et rapidement s’en inspirent, même dans les pièces du répertoire classique français, qui laissent pourtant peu de liberté aux acteurs. Eugène Delacroix écrit: « Nos acteurs vont à l’école et ouvrent grand leurs yeux.»

### La reconnaissance du génie de Shakespeare
C’est avec Charles Kemble et Harriet Smithson, le 11 septembre 1827, que commence la consécration de Shakespeare en France.
« Les belles choses de Shakespeare ne nous sont devenues accessibles, il faut bien en convenir, que par le secours des acteurs qui nous les ont transmises. »
Les pièces ne furent pas représentées dans leur intégralité. Les acteurs ne pouvaient donner que les versions qu'ils avaient apprises, les seules qui se jouaient couramment en Angleterre et qui avaient l'autorité de la tradition aussi bien que l'approbation du public anglais. Il faut ajouter que la censure française, l’exiguïté de la salle Favart et l’insuffisance des décors imposèrent de nouvelles suppressions, de sorte que les œuvres du poète se trouvèrent fort endommagées ; « Quant aux décors, ils étaient au-dessous du médiocre. » 

Ce n’est plus un crime d’admirer Shakespeare, on reconnut en lui le génie, inimitable :
« Shakespeare fut considéré comme exemple d’indépendance dramatique plutôt que comme modèle à suivre et que c’était bien plus la forme que le fond de ses œuvres qu’on imita.»
Et Miss Harriett Smithson constitua un élément essentiel de la forme, telle qu’elle fut perçue par le public.

### Démonstration vivante des aspirations du  romantisme français
Miss Harriet Smithson, au sein de la troupe anglaise, « par sa jeunesse, sa fraîcheur, son élégance et sa beauté » est un symbole et la figure de proue des aspirations du courant romantique en France. Au même moment, Victor Hugo met en forme ces aspirations dans la préface de sa pièce Cromwell, qui, elle, ne sera jouée qu’en juin 1956.
« Cette admiration une fois admise, reconnue comme légitime, c'était la porte du théâtre ouverte à toutes les grandes littératures européennes et même mondiales. […] En vérité, ce fut (là) que se vida la querelle entre les partisans de la tragédie et ceux du drame moderne […] le coup de grâce à la tragédie pseudo-classique.»
Miss Harriet Smithson entrouvre la porte des théâtres à Hernani qui sera jouée en 1830. Le 26 septembre 1828, Eugène Delacroix écrit : « Les classiques les plus obstinés baissent pavillon.»

### Anglomanie
« Pour beaucoup de personnes, c’était affaire de mode que d’aller au théâtre anglais et d’apprendre à parler la langue que déclamait avec tant de grâce miss Smithson. »
« Grace au talent des acteurs que furent Kemble, Abbott-, miss Foote, miss Smithson […] le génie de Shakespeare a triomphé des longues préventions de la nation française, et commencé peut-être entre les deux pays une réconciliation que la politique s’est longtemps attachée à rendre impossible. »
« Lady Morgan, lors de sa visite à Paris en 1829, est frappée, désagréablement, il faut le dire, de cette anglomanie dont elle voit partout les signes. » ; on lui répond : « il faut que vous sachiez que tout ce qui est anglais, excepté la politique, est maintenant en grande faveur à Paris. »

## Galerie
Le portrait d'Harriet Smithson a été peint entre autres par Claude-Marie Dubufe en 1832 (il est aujourd'hui au musée Magnin de Dijon). Ce portrait a été repris en un large cartel ovale peint sur un vase en porcelaine de Paris de la manufacture Darte, vers 1830, actuellement au Musée de la vie romantique à Paris.

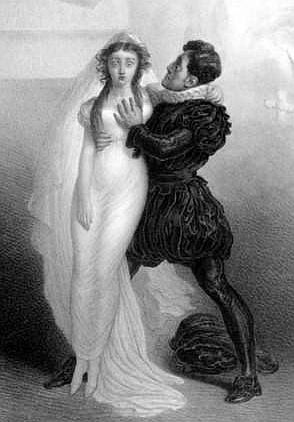
Charles Kemble et Harriet Smithson dans Roméo et Juliette au théâtre de l'Odéon en 1827.
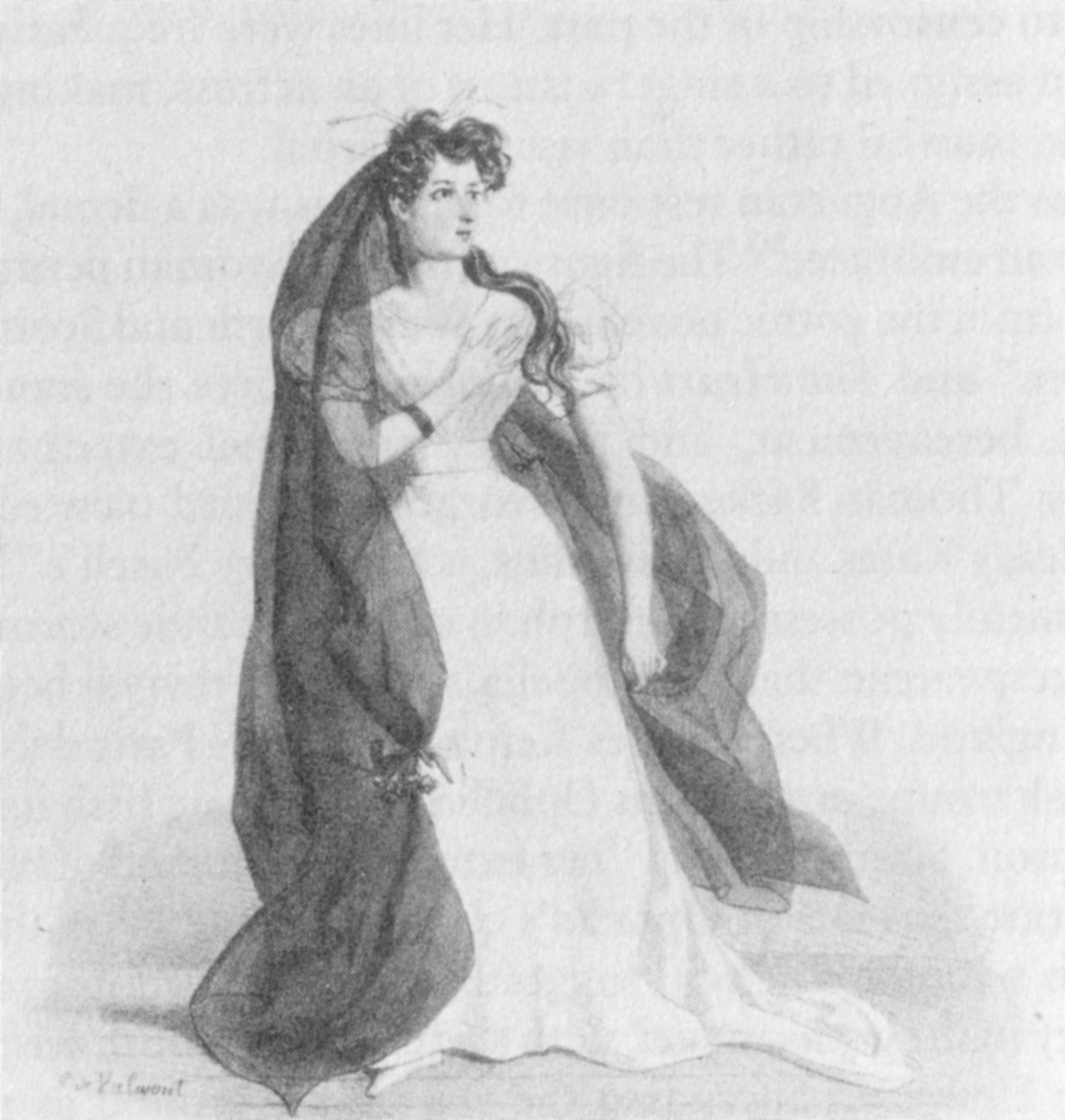
Harriet Smithson dans le rôle d'Ophélie.
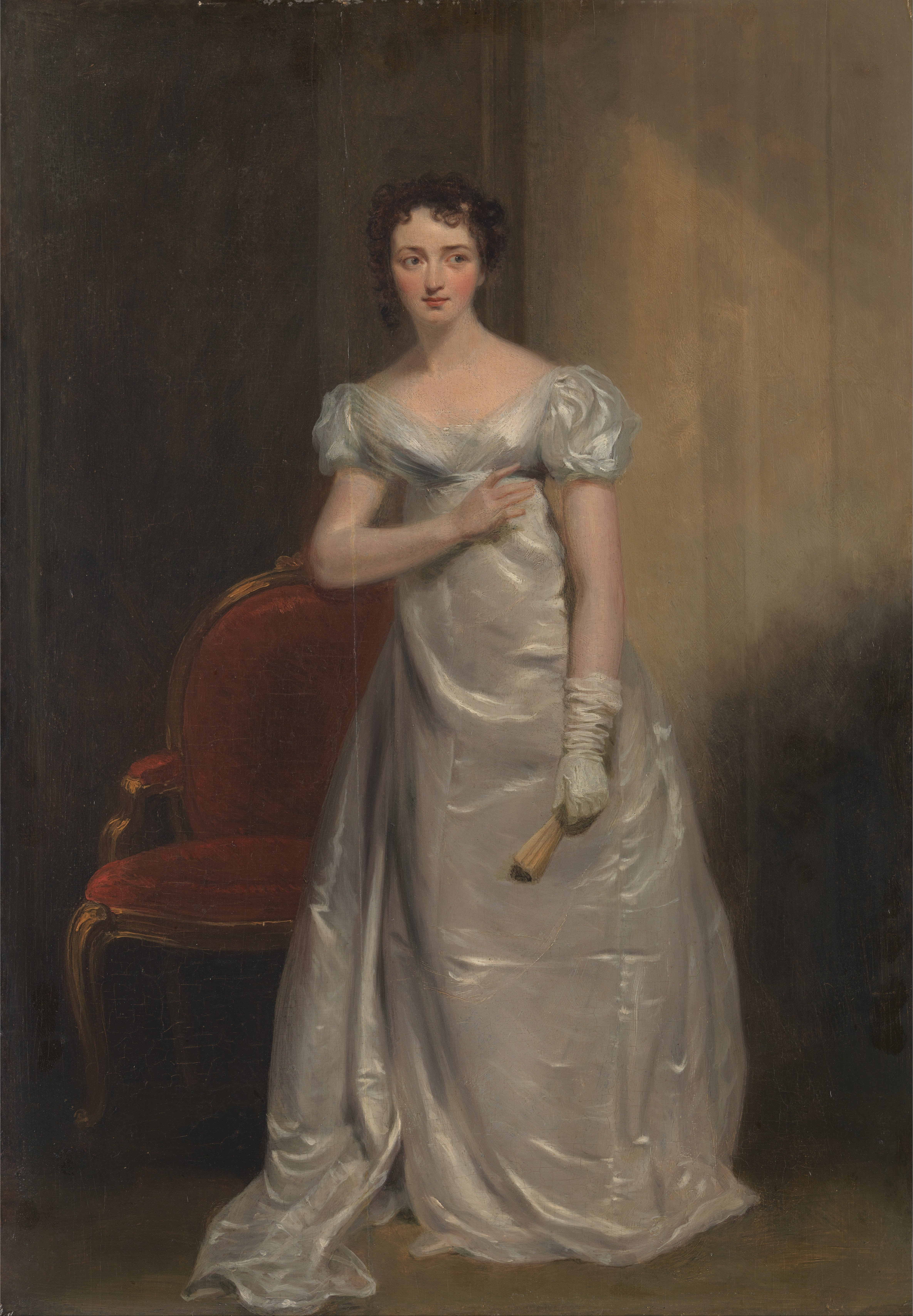
Harriet Smithson dans Wives as They Were, and Maids as They Are par George Clint.
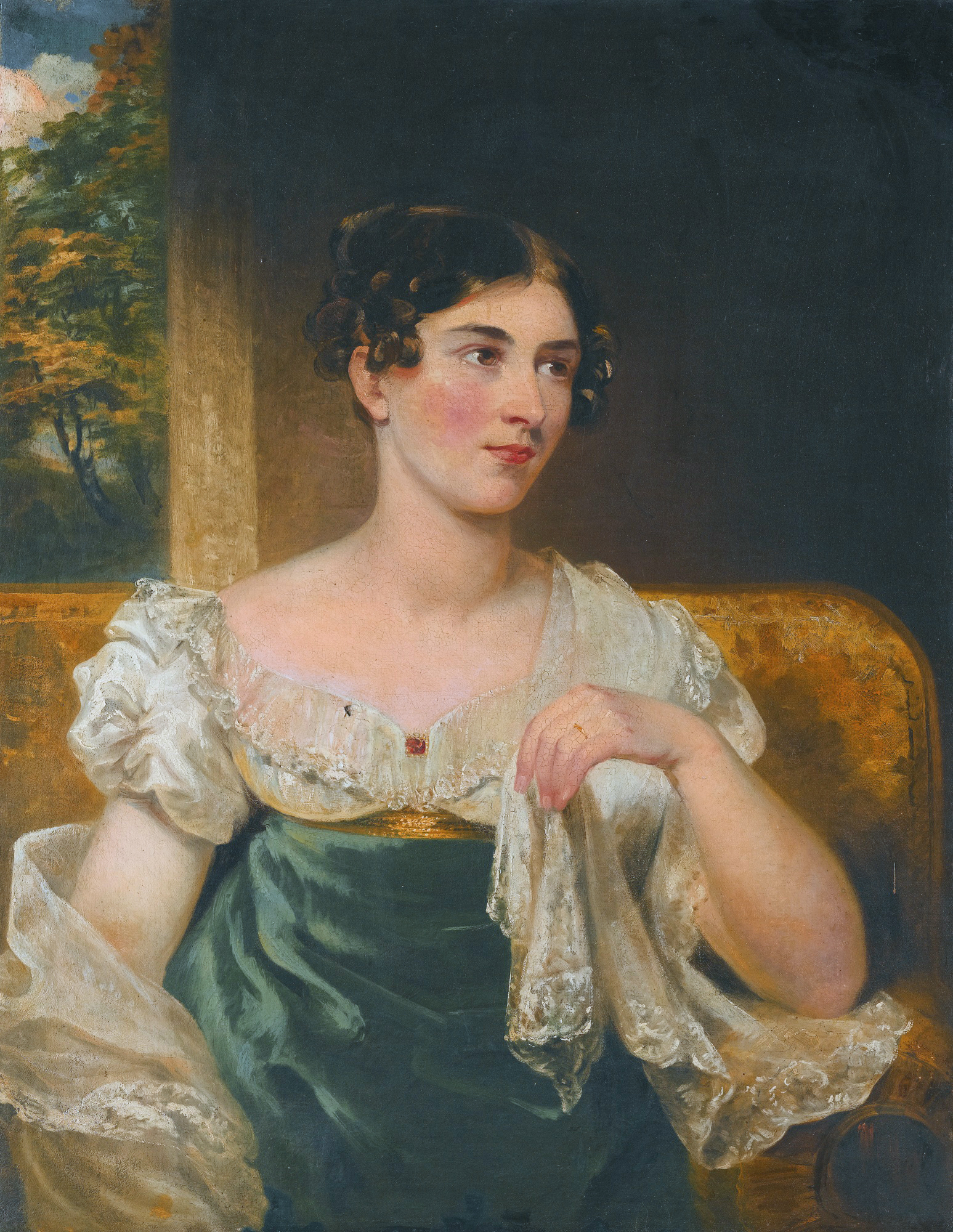
Henrietta Smithson par George Clint.
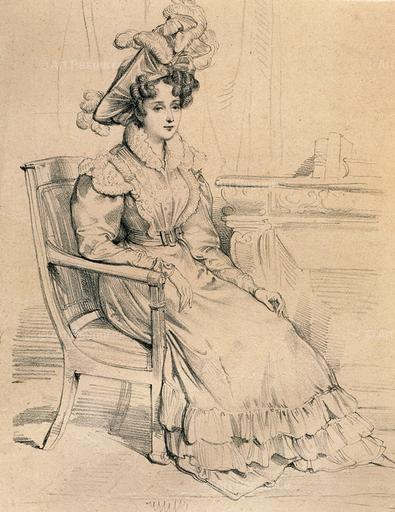
Harriet Smithson par Eugène Devéria.
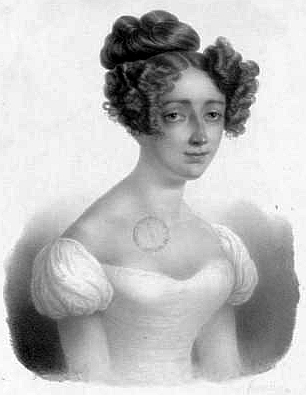
Harriet Smithson par Francis-Antoine Conscience.
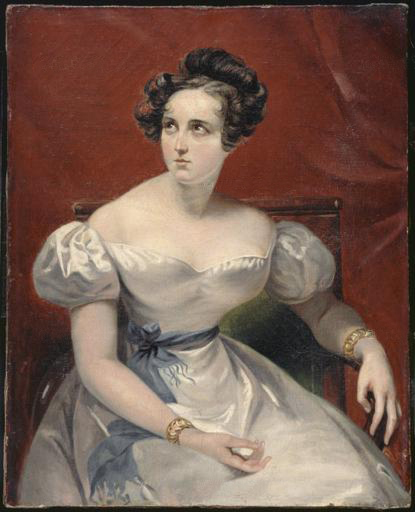
Harriet Smithson par Claude-Marie Dubufe.

## Films
Elle apparaît sous les traits de :
·        Lise Delamare *, dans le film La Symphonie fantastique * de Christian-Jaque *. (1942)
·        Rhonda Bachmann dans une mini-série télévisée de 52 minutes, La Vie de Berlioz de Jacques Trébouta, (1982-1983)